# Statsvetenskap
Statsvetenskap, statskunskap eller ibland politologi eller politik med förvaltning, är det vetenskapliga studiet av teoretisk och praktisk politik och beskrivandet av politiska system. Politik gäller alla frågor som har med samhällets organisation och styrelse att göra. Dels studeras politikens grundläggande spelregler i form av författningsfrågor och strukturella förhållanden, dels vilka politiska åtgärder som kan vidtas, och vilka konsekvenser dessa får. En central aspekt inom statsvetenskapen är makt, förmågan hos en grupp eller individ att styra eller påverka andra grupper, individer och samhällets utformning.
I statsvetenskap studeras hur "spelreglerna" i politiken är utformade. Dessutom undersöks de krafter som verkar på den politiska arenan såsom partier, intresseorganisationer, massmedia etcetera. Olika staters statsskick och förvaltningsapparater på centrala och lokala nivåer och dessas specifika problem studeras särskilt (exempelvis de politiska organens styrning av förvaltningen, rättssäkerhets- och effektivitetsfrågor, gränser för personalinflytande med mera). En annan gren av statsvetenskapen behandlar politisk teori och om den historiska politiska idéutvecklingen i västerlandet.
Slutligen studeras samspelet mellan olika aktörer på den internationella arenan. Stormaktsrelationernas utveckling under efterkrigstiden, de politiska och ekonomiska förbindelserna mellan i-länder och u-länder, integrationsfrågor och freds- och konfliktproblem tillhör de områden som analyseras.

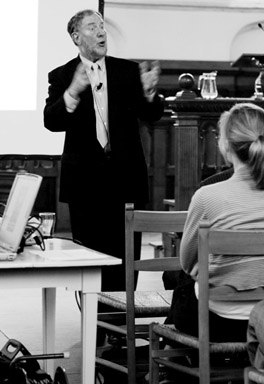
En av de mest framträdande statsvetarna idag är amerikanen Robert Putnam.

## Delämnen
Statsvetenskap brukar delas in i:
- politisk teori
- jämförande politik
- förvaltningspolitik
- svensk politik (eller motsvarande i respektive land)
- internationella relationer

Märk att internationella relationer räknas som en egen disciplin i många länder.

## Makro-, meso- och mikronivå
Statsvetenskap kan studeras på olika nivåer. Dessa kan delas in i makronivå, mesonivå och mikronivå. Vid studier på makronivå skulle exempelvis ett lands politik kunna vara studieobjektet. På mesonivå kan studierna behandla politiska organisation som politiska partier. När studierna befinner sig på mikronivå är det oftast individens politiska beteende och åsikter som står i fokus.

## Statsvetenskapens historia

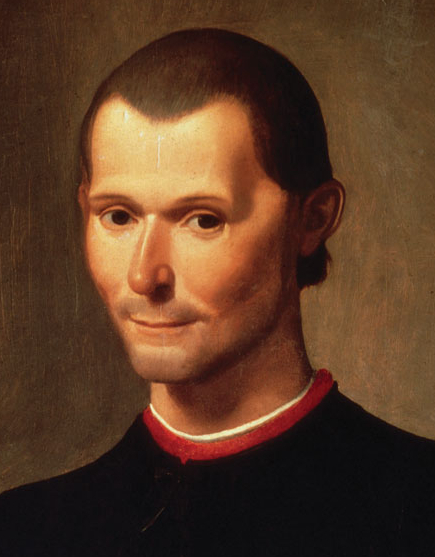
Niccolò Machiavelli, en inflytelserik politisk tänkare.

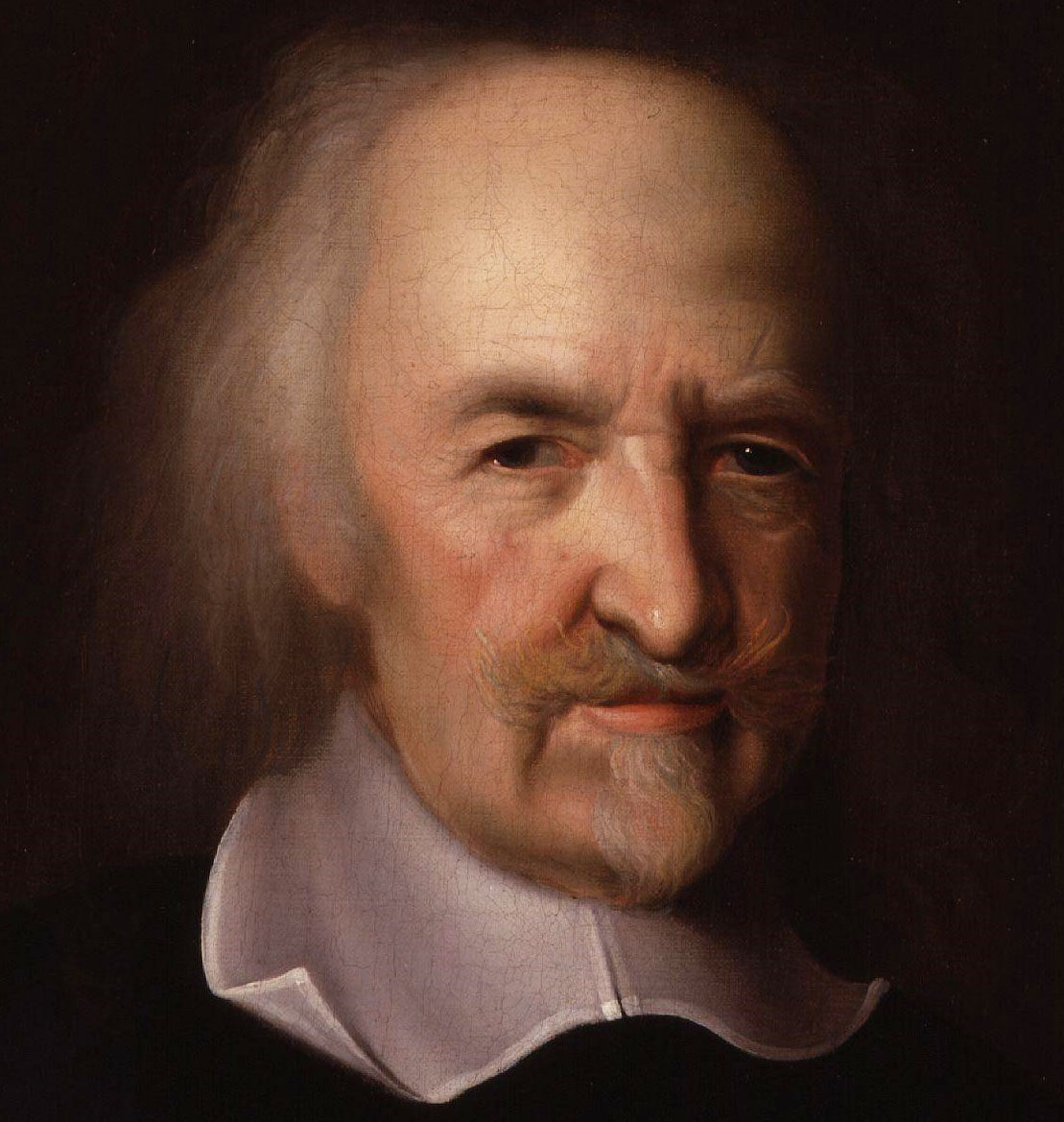
Den brittiske Thomas Hobbes var en framstående politisk filosof och statsvetenskaplig föregångare.

Statsvetenskap är relativt ny som särskild avgränsad vetenskap, men den har föregångare långt tillbaka i tiden. Den moderna statsvetenskapen har föregångare inom politisk filosofi, moralfilosofi, historia och nationalekonomi. Beskrivningar och analyser av politiska system gjordes av flera tänkare i antikens Grekland. Redan hos Homeros, Hesiodos och Thukydides finns beskrivningar av politik, och Platon utvecklade en samhällsfilosofi som urskilde sig från historieskrivning framför allt i sitt verk Staten. Aristoteles var också verksam som samhällsfilosof och förde in empiriska historiska rön i sin analys.
I Romerska riket dokumenterade historiker som Polybios, Livius och Plutarchos den romerska republikens uppkomst och andra länders samhällen och historia, medan politikern och författarna Julius Caesar och Cicero beskrev republikens politik och krigföring.
I medeltidens Europa studerades politik inom den kristna kyrkan. Augustinus förenade i sitt verk De Civitate Dei filosofiska och politiska traditioner med kristendomen. I den islamiska världen bedrevs politisk analys av tänkare i Aristoteles efterföljd, som Avicenna, Maimonides och Averroës.
Under renässansen i Italien upprättade Niccolò Machiavelli den moderna statsvetenskapens inriktning på direkt empirisk observation av politiska institutioner och aktörer. Senare under upplysningstiden förde det vetenskapliga paradigmets spridning studiet av politik längre bort från en normativ inriktning. Även Thomas Hobbes brukar räknas som en föregångare till modern statsvetenskap.
Statsvetenskapens etablering som egen vetenskaplig disciplin brukar dateras till slutet av 1800-talet. Formellt sett har dock Sverige världens äldsta professur i ämnet. Johan Skytte inrättade, genom en donation, år 1622 professuren i vältalighet och statskunskap vid Uppsala universitet.

## Sverige

### Historik
Tidigare hette ämnet statskunskap vid alla svenska universitet. Numera har ämnet bytt namn till statsvetenskap vid de flesta lärosäten, men universiteten i Örebro och Uppsala håller fast vid det gamla namnet statskunskap. (Institutionen i Uppsala heter dock Statsvetenskapliga institutionen.) Vid de gamla sociala eller socialpolitiska instituten hette ämnet stats- och kommunalkunskap, men vid omvandlingen till socialhögskolor 1964 ändrades även där namnet till statskunskap. På socialhögskolornas förvaltningslinje kunde man ha statskunskap som huvudämne i examen.
Fram till 1960- och 1970-talen fanns ett starkt band mellan ämnena statskunskap och historia. Vid fakultetsreformen 1964 fördes statskunskapen till den nybildade samhällsvetenskapliga fakulteten medan historieämnet stannat kvar inom humanistisk-filosofisk fakultet. Denna förändring hade i praktiken inte någon större betydelse, men i och med linjesystemets införande vid högskolereformen 1977 kom de båda ämnena att alltmer gå skilda vägar. Få statsvetare hade historia med i sin grundexamen.
Tidigare fanns också en koppling till den juridiska statsrätten och då särskilt grundlagsfrågorna. Statsvetarprofessorn Gunnar Heckscher (1909–1987) var en ansedd grundlagsexpert. Även denna koppling har tonats ned och med undantag för en grundläggande orientering i grundlagsfrågor på basnivå sker idag inte någon statsrättslig utbildning i ämnet.
Ämnet har tidigare också en starkare koppling till den normativa politiska filosofin och idéhistorien. Från och med 1930-talet ansågs sådant mer eller mindre ovetenskapligt och statskunskapen övertog alltmer sociologiska och beteendevetenskapliga metoder. I mitten av 1900-talet hade det normativa och idéhistoriska inslaget mer eller mindre försvunnit, men på senare tid har det återkommit.
Från 1935 fanns en tid en möjlighet att ta pol.mag.-examen, där bland annat statskunskap kunde ingå. Denna examen avskaffades 1969 men återinfördes på 1993. Sedan 2007 är pol.mag.-examen ersatt av en pol.kand.-examen.

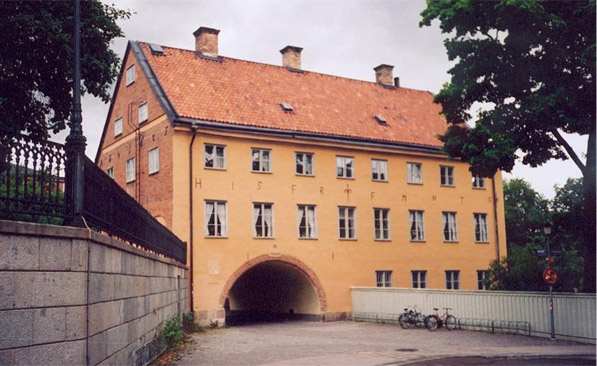
Skytteanum i Uppsala fungerar bland annat som bostad åt innehavaren av den Skytteanska professuren i statskunskap och vältalighet.

### Svenska statsvetare
Några tongivande svenska statsvetare idag är Olof Petersson, Bo Rothstein, Sören Holmberg, Leif Lewin, Li Bennich-Björkman, Torbjörn Bergman, Marie Demker, Tommy Möller, Jan Teorell, Malin Naurin, Erik Amnå, Ann Towns och Henrik Ekengren Oscarsson. De internationellt mest kända statsvetarna har varit Rudolf Kjellén (1864–1922), som lanserade begreppet folkhem och Herbert Tingsten (1896–1973).
Flera politiker har varit statsvetare på doktorsnivå – bland andra högerledaren Gunnar Heckscher, som också var professor i statskunskap, moderaten Lars Tobisson, centerpartisten Bertil Fiskesjö, folkpartisterna Björn Molin, Cecilia Malmström och Daniel Tarschys samt den socialdemokratiske talmannen och försvarsministern Björn von Sydow. Den socialdemokratiske utrikesministern och TCO-ordföranden Lennart Bodström var licentiat i ämnet. Åtskilliga andra politiker har studerat statskunskap på kandidatnivå – till exempel socialdemokraterna Tage Erlander och Ingvar Carlsson och folkpartisten/liberalen Per Ahlmark.